# Joseph Banks
Sir Joseph Banks, prvi baronet, angleški prirodoslovec in botanik, * 13. februar 1743, London, † 19. junij 1820, London.
Banks je sodeloval na prvem potovanju Jamesa Cooka (1768-71); na potovanju je odkril številne nove rastline, ki jih je prinesel nazaj v Evropo.
Med letoma 1778 in 1820 je bil predsednik Kraljeve družbe.